# Juden im Elsass
Der Legende nach kamen Juden mit den römischen Legionen ins Rheintal nach ihrer Vertreibung im Jüdischen Krieg aus Judäa. Nachweisbar sind jüdische Bewohner ab dem 11. Jahrhundert, zuerst in Straßburg, sie wurden als Aschkenasim bezeichnet.

## Heiliges Römisches Reich

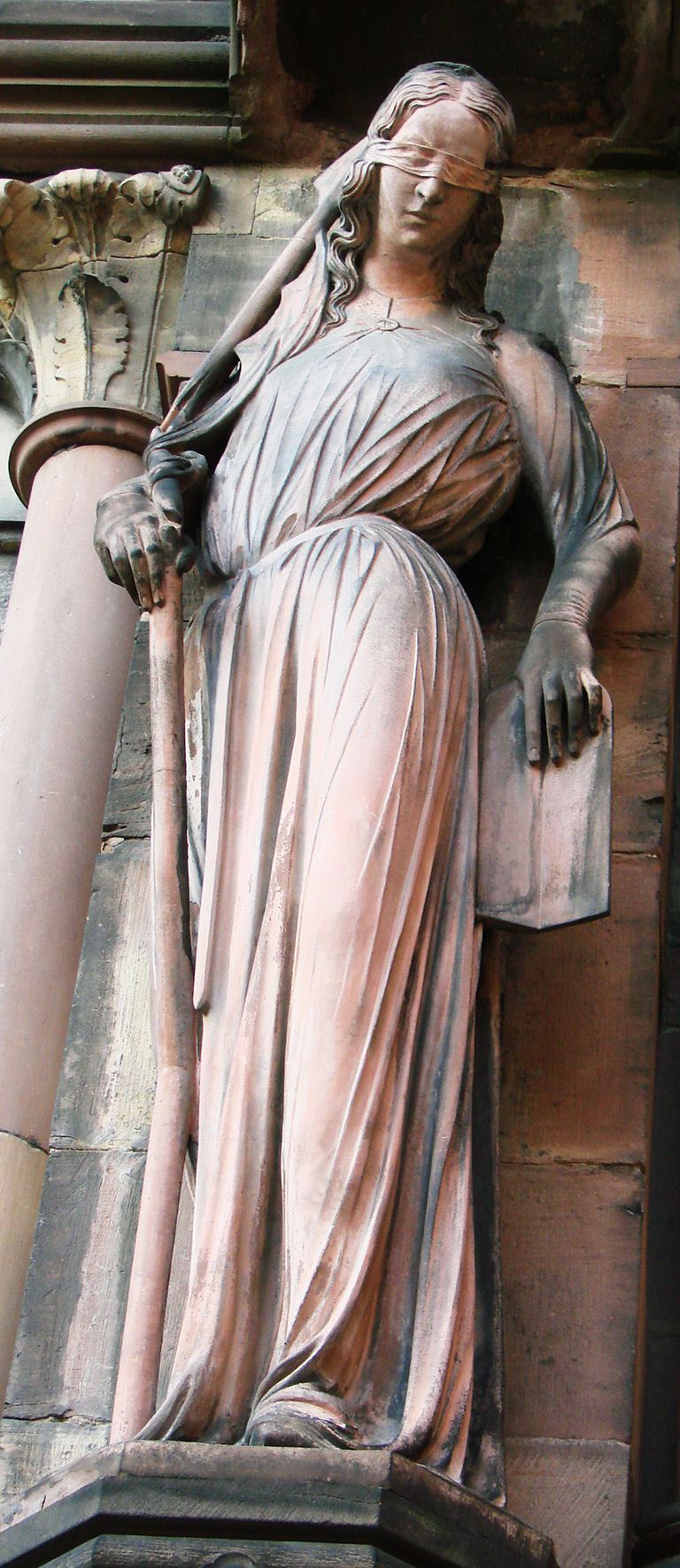
Straßburger Münster: die Synagoge symbolisiert das
Judentum, genauer gesagt seine geistliche „Blindheit“, da das jüdische Volk aus christlicher Sicht die Göttlichkeit Jesu Christi nicht zu erkennen wusste

Im Fränkischen Reich sind Juden nachgewiesen, so war ein Jude namens Isaac unter der Delegation, die Karl der Große nach Bagdad sandte, Ludwig der Fromme stellte für drei Juden Schutzbriefe aus, Karl der Kahle hatte einen jüdischen Leibarzt.

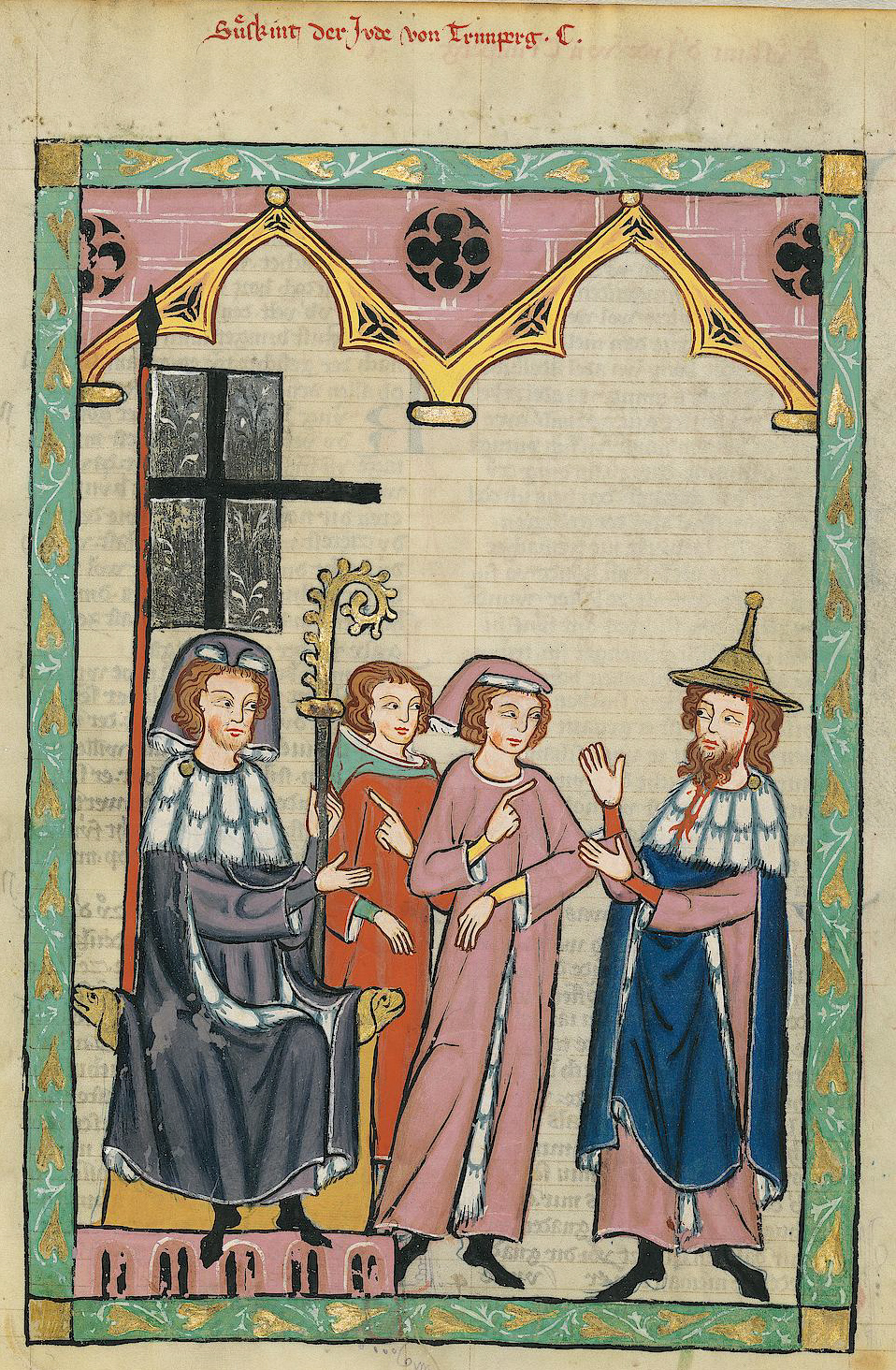
Jude mit Judenhut im Codex Manesse

Eine erste Erwähnung der jüdischen Gemeinde von Straßburg findet man bei Benjamin von Tudela im 12. Jahrhundert. Ein Votivstein, der an eine Schenkung an die Synagoge erinnert und aus derselben Zeit stammt, wurde vor mehr als einem Jahrhundert in der Nähe der Rue des Juifs gefunden. Im hohen Mittelalter waren die Juden angesehen als Zeugen der Passion Christi und als Bewahrer des Alten Gesetzes (des alten Bundes). Diese Rolle der Juden geht zurück auf Augustinus von Hippo.
Die ersten Belege für Juden in Straßburg stammen aus dem Jahr 1146, als sie während des Zweiten Kreuzzugs misshandelt wurden. In der ersten Hälfte des 12. Jahrhunderts ist eine Spende von 5 Goldflorin dokumentiert, die für den Bau eines jüdischen Gotteshauses bestimmt war. Im Jahr 1182 wuchs die jüdische Gemeinde an, da König Philip II. die Juden aus Frankreich auswies. Die Gemeinde besaß eine Synagoge, eine Mikwe und einen Friedhof, den sie von der St. Peter Gemeinde gepachtet hatte für 1 Pfund (Livre) pro Jahr. Im Jahr 1325 kaufte sie das Grundstück für 136 Pfund. Ab 1236 wurden die Juden Kammerknechte genannt und standen unter der Protektion von Kaiser Friedrich II. Dafür mussten sie eine jährlich Abgabe von 200 Mark entrichten. Obwohl die Kammerknechte keine Leibeigenen waren, verfügte der Kaiser über sie nach Belieben. Neben den Abgaben an den Kaiser mussten die Juden auch Abgaben an den Bischof von Straßburg bezahlen. Wenig später verlangte auch die Stadt Straßburg Abgaben von ihnen. Da dies die Leistungsfähigkeit der Juden überstieg, stritten sich Bischof und Stadt, wer wie viel von den Juden erhalten sollte. Auch aus diesem Grund kam es zur Schlacht von Hausbergen am 8. März 1262, die mit einer Niederlage des Bischofs endete. Schließlich mussten die Juden 1000 Pfund an die Stadt und 12 Mark an den Bischof bezahlen. Im Jahr 1270 tauchte in Wissembourg zum ersten Mal die Anklage von Ritualmorden auf. Im Jahr 1338 kam es zu einer Revolte armer Menschen unter Führung von Hans Zimberlin, ein ehemaliger Gastwirt, genannt Armleder, in der die Juden angegriffen wurden. 1340 erhielten die Juden einen neuen Schutzbrief des Bischofs. All dies war hinfällig mit dem Ausbruch der Pest im Jahr 1349. Die Juden wurden als Brunnenvergifter denunziert und man verlangte ihre Ausweisung oder Ausrottung. Am 14. Februar 1349 wurden 2000 Juden in einem Autodafé verbrannt. Die Überlebenden wurden für 2 Jahrhunderte aus der Stadt verbannt. Ab 1369 durften sie sich vereinzelt wieder in Straßburg niederlassen.

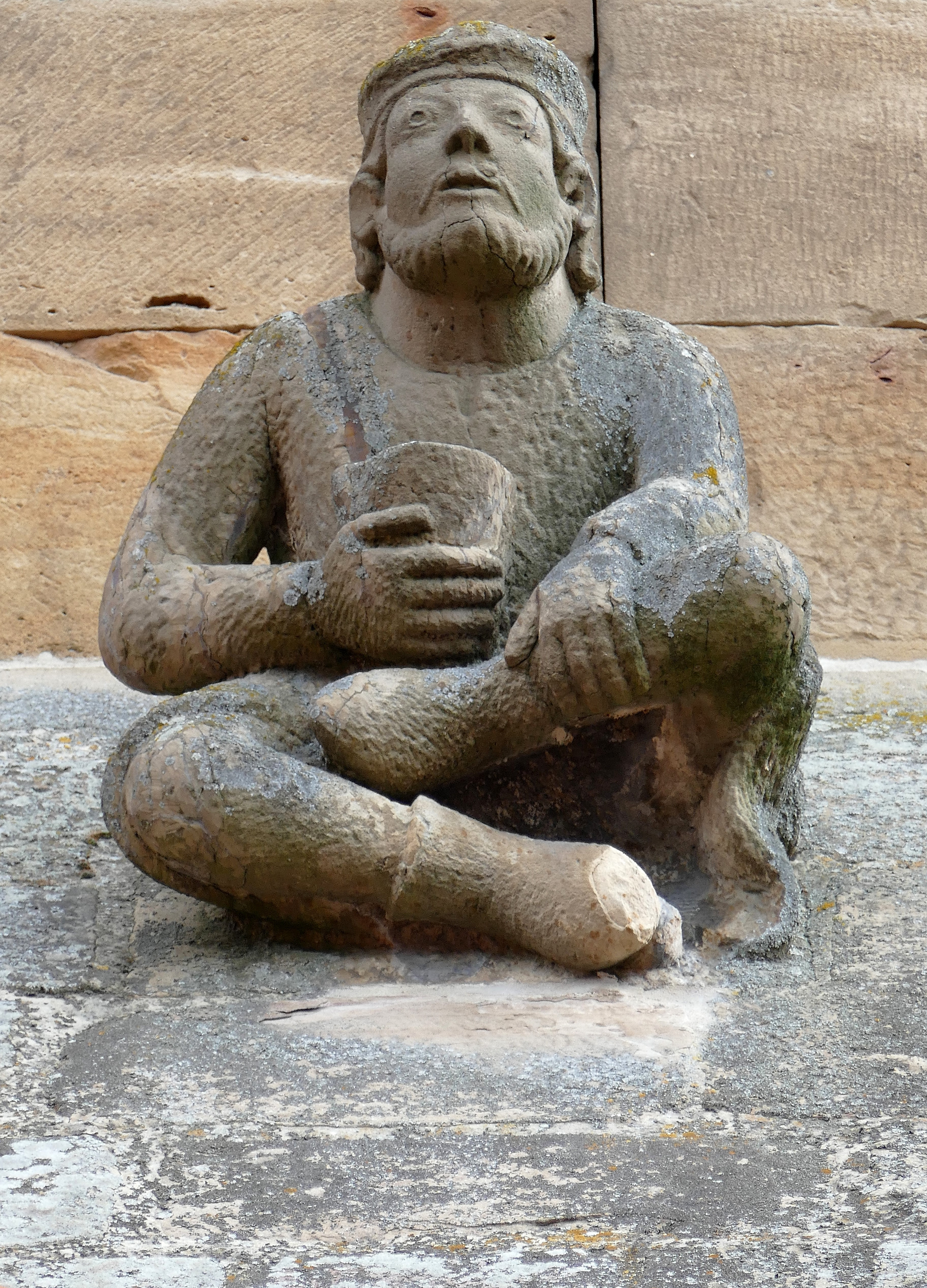
„Jude mit Geldbörse“, St.-Peter- und Paulskirche in Rosheim, mittelalterliches Spottbild

Auch in den kleineren Städten des Elsass verlief die Geschichte der Juden wie in Straßburg, zum Beispiel in Mülhausen. Hier findet man erste Belege für die jüdische Gemeinde im 13. Jahrhundert, die Gemeinde wuchs, konnte eine Synagoge bauen und wurde immer wieder angegriffen und schließlich 1477 vertrieben.
Eine herausragende Figur der Juden im Elsass war Josel von Rosheim (1476–1554), ein Rabbiner, der enormen Einfluss auf die Deutschen Kaiser Maximilian I., Karl V. und Ferdinand I. hatte. Es gelang ihm, die zunehmende Judenfeindlichkeit zumindest abzumildern. Er diskutierte auch mit Martin Luther, ohne ihn von seiner Judenfeindlichkeit abbringen zu können. Neben Luther waren auch die oberrheinischen Humanisten durchweg judenfeindlich: Jakob Winpfeling (1450–1528), Erasmus von Rotterdam (1464?–1536), Sebastian Brant (1457?–1521). Johannes Reuchlin (1455–1522) schätzte immerhin die jüdische Literatur, führte hebräische Studien an der Universität ein und rettete jüdische Bücher vor der Vernichtung.
Die Repression der Juden hielt an, solange das Elsass zum Deutschen Reich gehörte. Sie durften nicht in Städten wohnen, keinen Grund und Boden besitzen, viele Berufen waren ihnen verwehrt, sie mussten spezielle Abgaben bezahlen. Am Ende des 16. Jahrhunderts lebten nur noch 120 jüdische Familien im Elsass.
Im Unterschied zum Deutschen Reich waren die Juden im Elsass nie gezwungen, in einem Ghetto zu leben. In den Judengassen, die man heute noch in vielen Orten findet, lebte eine Gemeinschaft, die sich freiwillig zusammengeschlossen hatte.

## Frankreich
Mit dem Westfälischen Frieden 1648 kam das Elsass zu Frankreich, zuletzt Straßburg 1681. Die Situation der Juden in Frankreich hatte sich verschlimmert, nachdem Karl VI 1394 ihren Aufenthalt untersagt hatte. Als 1481 die Provence zum Königreich Frankreich kam, wurden auch hier die Juden ausgewiesen. Zunächst beließ Ludwig XIV. die Herrschaft und die Regeln im Elsass wie vorher. Erst 1651 beauftragte er den Gouverneur von Breisach, die Juden auszuweisen. Die Adligen des Elsass intervenierten dagegen, hauptsächlich, weil sie von den Juden hohe Abgaben erhielten und weil die Juden eine wichtige Rolle im Wirtschaftsleben als Viehhändler und Geldverleiher einnahmen. Tatsächlich stellte der König 1657 die Juden unter seinen Schutz durch eine Lettre Patente (Gesetzgebungsakt des Souveräns). 1681 wurde Aaron Wormser als Rabbiner des Elsass ernannt. 1689 lebten im Elsass 525 jüdische Familien, das waren ca. 2.600 Personen. 1721 wurde das Elsass aufgeteilt: 3 Rabbiner für das Oberelsass und 4 für das Unterelsass. Diese Aufteilung blieb bis zur Französischen Revolution erhalten. Bis zur Französischen Revolution besserte sich die Situation der Juden, so schaffte Ludwig XVI.1784 den Leibzoll ab und verabschiedete Erlasse, die die Sicherheit der Juden verbesserten.

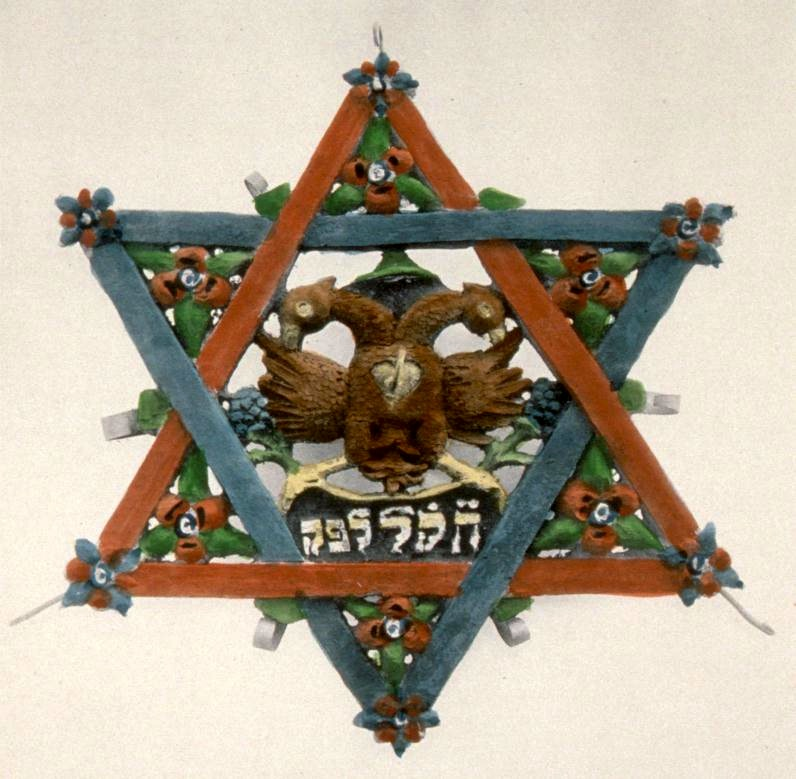
Davidstern aus Jungholtz - 1770 - Polychromes Holz, Eisen - Unter dem Doppeladler das Datum auf Hebräisch

Cerf Beer, ein reicher und einflussreicher Jude, drang beim König auf diese Verbesserungen. Ebenfalls 1784 verfügte Ludwig XVI. eine Volkszählung der Juden im Elsass. Diese Zählung diente dazu, die Steuererfassung besser kontrollieren zu können. Den Historikern liefert sie wertvolle Daten, auch über die Struktur der jüdischen Gesellschaft. So hat Bischheim mit 473 Juden die größte jüdische Gemeinde im Basse-Alsace (heute Departement Bas-Rhin) und Wintzenheim mit 430 die größte im Haute-Alsace (heute Departement Haut-Rhin). Die Juden durften normalerweise nicht in den Städten wohnen, daher die hohen Zahlen in den umliegenden Gemeinden. In dieser Zählung stellte sich heraus, dass 50 % der jüdischen Familien keinen Familiennamen führten, sie wurden nach dem Namen ihres Vaters oder ihrer Herkunft benannt. 1788 immatrikulierte sich der erste jüdische Student an der Universität Straßburg.

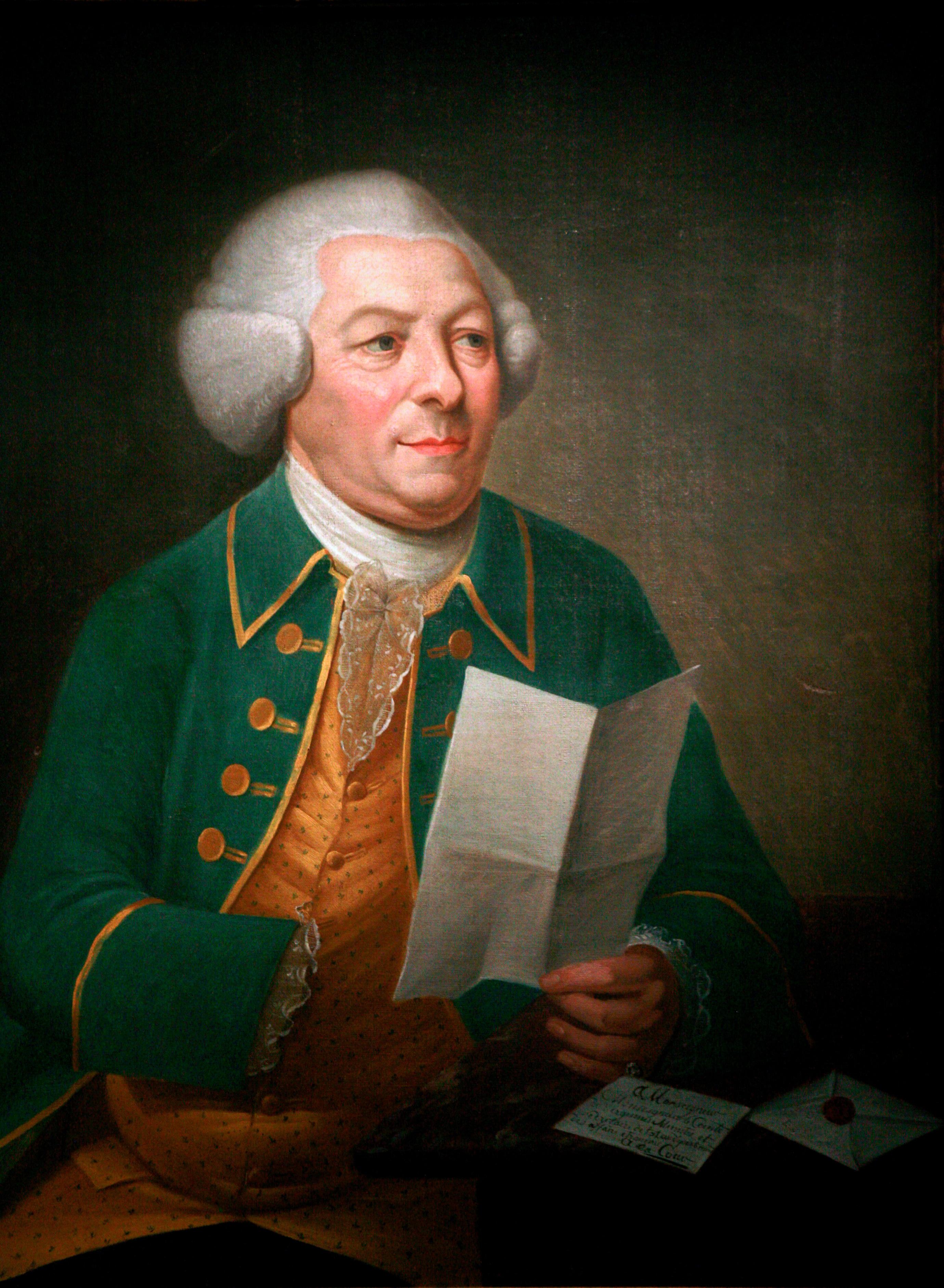
Cerf Beer

 Im Elsass lebten ca. 25.000 Juden, von insgesamt 40.000 Juden in ganz Frankreich. Der Zuwachs beruhte hauptsächlich auf Zuwanderung aus dem Osten, besonders der Krieg in Polen vertrieb viele Juden.
Die Französische Revolution wurde von den Juden in Frankreich freudig begrüßt, versprach doch die Losung „Freiheit, Gleichheit und Brüderlichkeit“ ihre Gleichberechtigung.
Auch im Elsass litten die Juden unter der Terrorherrschaft ab 1793. Im November wurde der Kult der Vernunft (culte de la raison) als neue Religion ausgerufen. Jede andere Religionsausübung wurde verboten, insbesondere kirchliche Taufen, Heiraten u. a.; die Kirchen, Tempel und Synagogen wurden geschlossen, die heiligen Bücher verbrannt, die Oberhäupter der israelischen Gemeinde in Straßburg wurden verhaftet, darunter Cerf Beer. Nach dem Sturz Robespierres im August 1794 besserte sich die Situation wieder.
Das Dekret von 1791 gewährte den Juden die volle Emanzipation. Im Elsass gab es Vorbehalte. Einerseits waren die Vertreter des Elsass in der Nationalversammlung, Broglie und Reubell, gegen die Gleichberechtigung der Juden, mit dem Argument, dies würde zu Unruhen unter der Bevölkerung führen. Andererseits wollten die Juden ihre Selbstverwaltung, besonders in religiösen Fragen, die sie mühsam erstritten hatten, behalten. Dies führte zu Protesten. Als Napoléon 1806 bei seiner Rückreise aus Austerlitz durch Straßburg kam, bemerkte er diese Widerstände und verurteilte sie scharf. Er drang darauf, dass sich die Elsässer einigten. Der jüdische Widerstand wurde durch den Rabbiner David Sinzheim besänftigt. Durch eine gewagte Interpretation der talmudischen Vorschrift „dina de malkhouta“ (das Gesetz des Königreichs ist das Gesetz) konnte er die Gemeinde mit den neuen Regeln zu versöhnen. 1807 und 1808 wurden schließlich von Napoléon die Gesetze zur Gleichstellung beschlossen. Die Juden des Elsass waren empört über das Gesetz gegen den Wucher, das sie besonders betraf, es wurde als „Berüchtigtes Dekret“ (décret infâme) bezeichnet. Ein Ziel dieses Dekrets war, die Juden von ihren angestammten Berufen wie Viehhändler oder Geldverleiher abzubringen und sie zu Handwerkern oder Angestellten (französisch: arts et metiers) auszubilden. Erst unter der Restauration 1818 wurde es aufgehoben. Ebenfalls 1807 wurde durch Napoléon das Namensrecht reformiert. Traditionelle Namen wie Judt Leibele waren nicht mehr zulässig, ebenso ein hebräischer Name wie Nephtali, der in Hirsch, Cerf oder Zivy geändert werden musste. 1830 unter Louis-Philippe wurde ein Gesetz zur Finanzierung der religiösen Kulte beschlossen. Erstmals war der jüdische Glaube mit dem christlichen gleichberechtigt. Der Staat bezahlte Rabbiner und Vorbeter. Dies und der zunehmende Wohlstand der Juden führte dazu, dass im 19. Jahrhundert 176 Synagogen gebaut oder renoviert wurden.

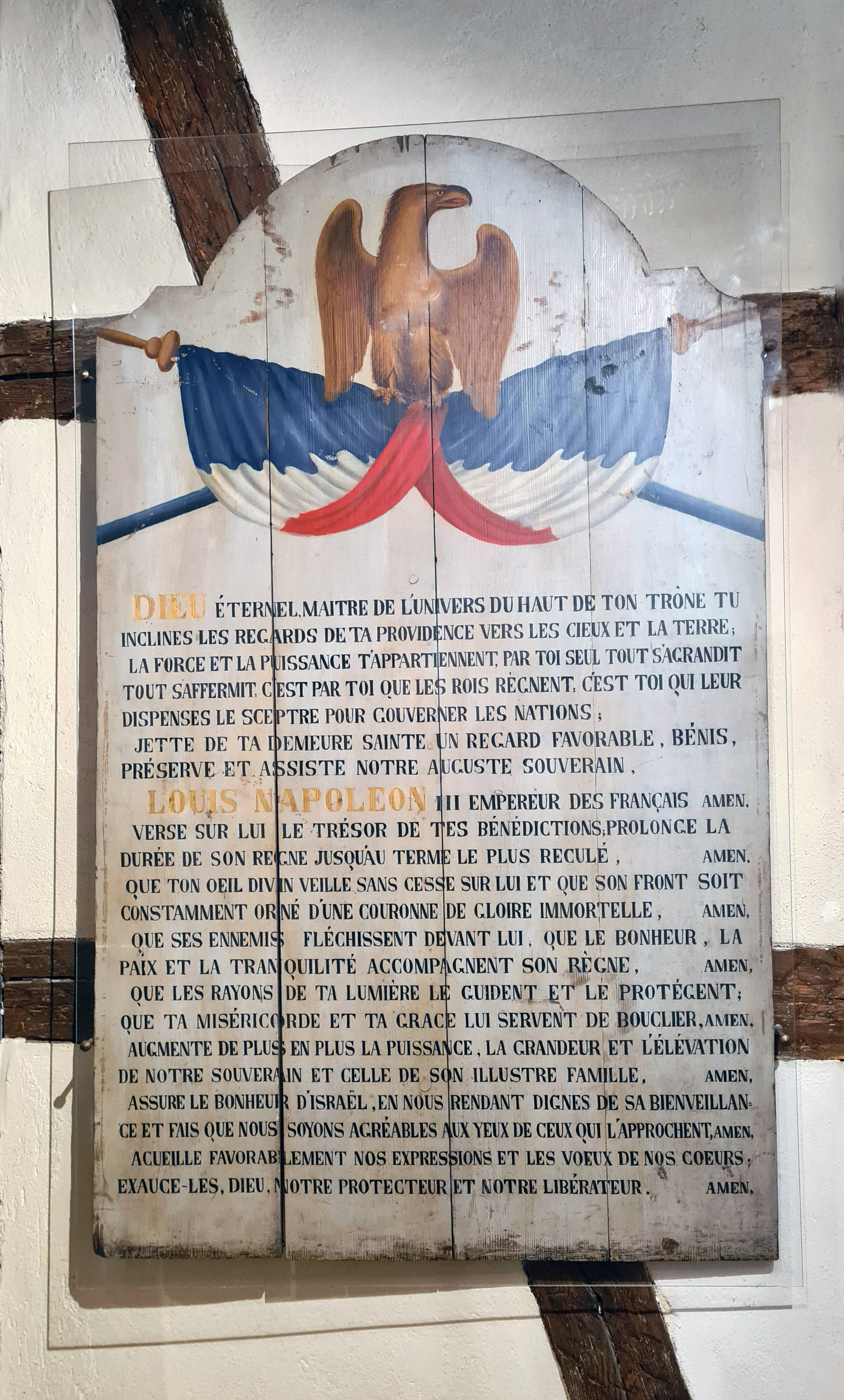
Synagoge Jungholtz - Gebetstafel für Napoléon III (1860)

Nachdem die Juden sich auch in den großen Städten niederlassen konnten, zogen viele von ihnen vom Land in die Stadt. Dies und die Gewerbefreiheit führte dazu, dass die Juden wohlhabender wurden und die Ausbildung ihrer Kinder besser: Die Juden stiegen aus prekären Verhältnissen in das Bürgertum auf, z. B Albert Kahn oder die Komponistenfamilie Waldteufel, eigentlich Lévy, aus Straßburg, mit Émile Waldteufel als bekanntestem Mitglied. Auch in der Architektur der Synagogen machte sich diese Entwicklung bemerkbar. Die frühere Schlichtheit wurde durch aufwändige Bauten ersetzt, in Anlehnung an die Pracht der katholischen Kirchen. Im Zuge der Februarrevolution 1848 im Elsass kam es allerdings wieder zu Pogromen, die nur mit Hilfe von Truppen der französischen Armee niedergeschlagen werden konnten.
Mitte des 19. Jahrhunderts erfasste man exemplarisch die Berufe der Juden in einer kleinen Stadt und in einem Dorf. In Wissembourg, der Stadt, gab es 1836 die folgenden Berufe, in Klammern die Anzahl: Händler (54), Großhändler (5), Eigentümer (4), Gebrauchtwarenhändler (4), Hausierer (3), Metzger (6), Rabbiner (1), Küster (franz: bedeau) (1), Lehrer (1). Im Dorf Kolbsheim gab es 1851 Viehhändler (Rinder) (11), Kälberhändler (5), Getreidehändler (1), Hausierer (5), Altkleiderhändler (1), Bettler (1), mittelloser Musiker (franz: musicien indigent) (1), Metzger (9), Schneider (1), Hausangestellter (1).
In der ersten Hälfte des 19. Jahrhunderts kam es in Westeuropa, besonders in Deutschland und Frankreich, zur Emanzipation der Juden, weil die aufklärerische Reformbewegung innerhalb des Judentums auf liberale Kräfte in den Regierungen traf, die diese Bewegung unterstützen. Ein bemerkenswertes Zeugnis der religiösen Toleranz dieser Zeit ist der Roman L’ami Fritz von Erckmann-Chatrian, in dem der Held Fritz Anabaptist ist, sein Freund David Rabbiner und Joseph Zigeuner (bohémien). Das Buch „Scènes de la vie juive en Alsace“ (Szenen jüdischen Lebens im Elsass) beschreibt das Leben der Juden im Elsass zu Beginn des 19. Jahrhunderts. In der zweiten Hälfte des Jahrhunderts entstand allerdings eine neue Bedrohung der Juden: Sie wurden als Rasse angesehen; vorher hat niemand eine Religionsgemeinschaft als Rasse betrachtet. Diese Änderung sollte sich später im Holocaust als fatal erweisen.

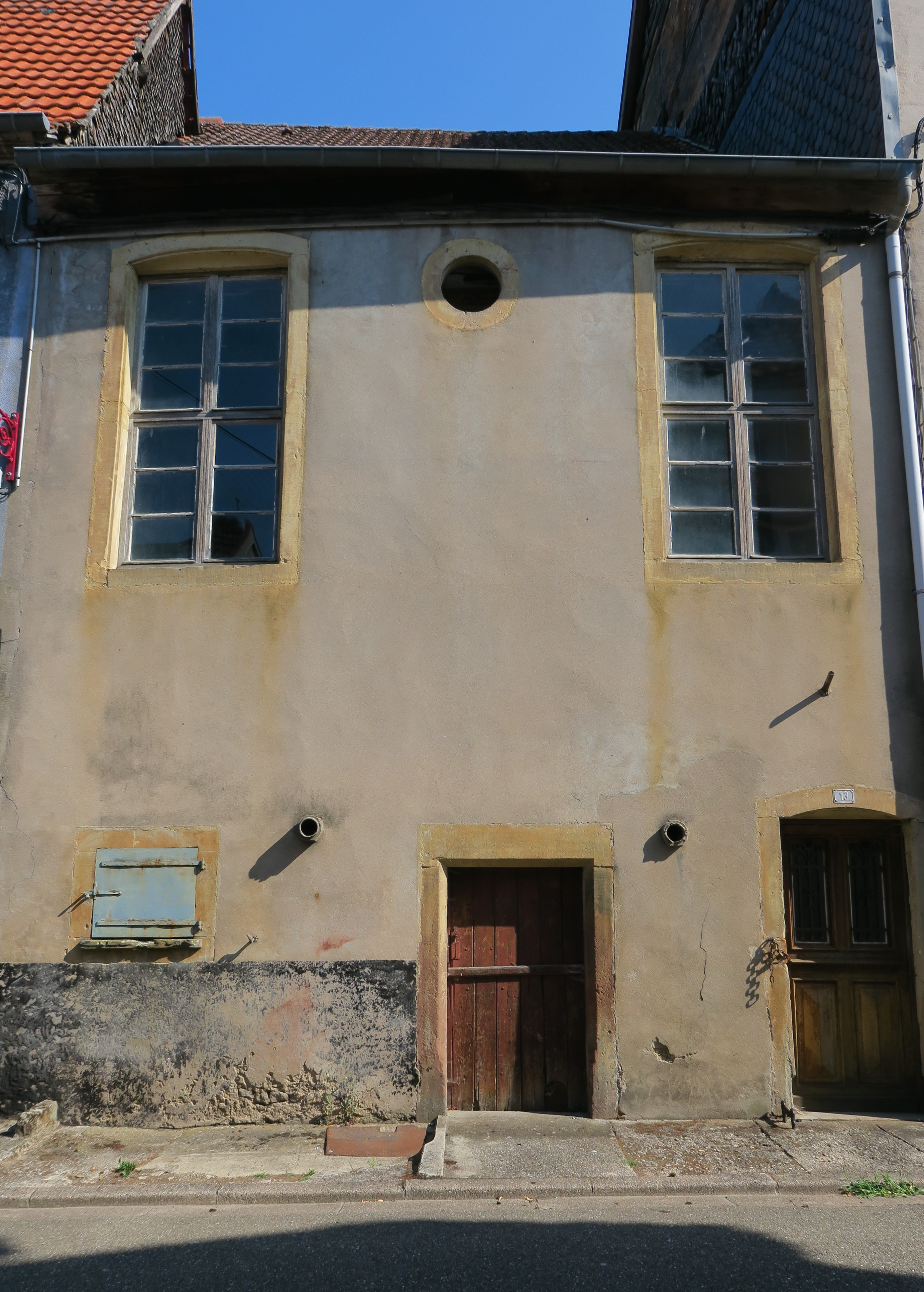
Synagoge Fénétrange aus dem 18. Jahrhundert

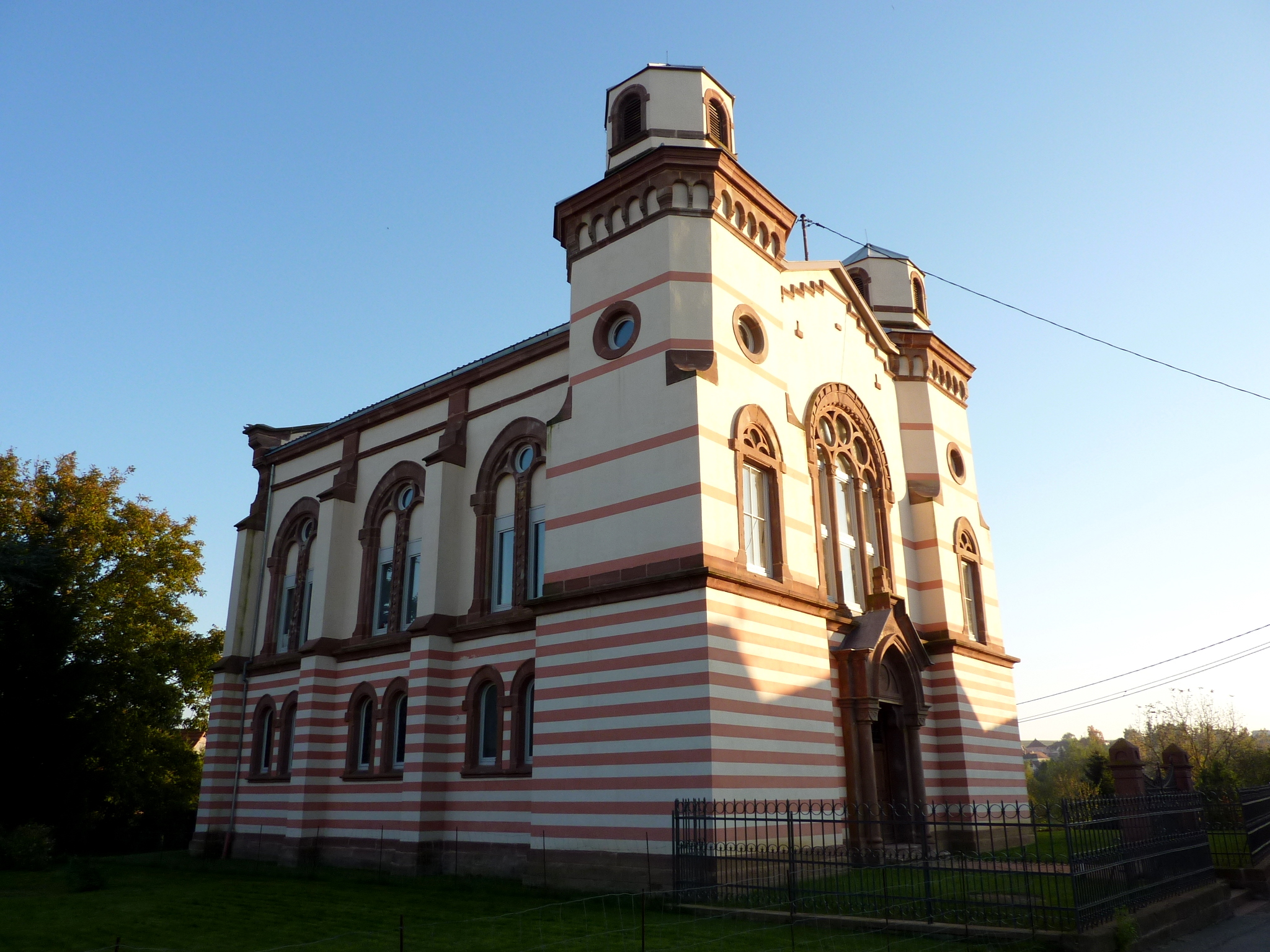
Synagoge Soultz-sous-Forêts von 1897

Die Juden bezeichneten sich jetzt selbst oft als Israeliten, da der Begriff Jude antisemitisch besetzt war. Während der Februarrevolution 1848 kam es erneut zu antijüdischen Übergriffen auf dem Land.

## Reichsland Elsaß-Lothringen
1870 dienten viele Juden in den französischen Armeen, ein Ergebnis der Gleichberechtigung. Beim Ausbruch des Deutsch-Französischen Krieges sandte das Pariser Rabbinat Vertreter (Almoseniere) zu den Armeen, um ihre Glaubensgenossen geistlich zu betreuen.
Nach dem Deutsch-Französischen Krieg 1870/71 annektierte das Deutsche Reich Elsass und Lothringen und machte es zum Reichsland Elsaß-Lothringen, welches direkt von der deutschen Regierung in Berlin regiert wurde. Theoretisch waren die Juden im Deutschen Reich seit 1871 gleichberechtigt, praktisch blieben ihnen viele Positionen versperrt: die Offizierslaufbahn oder höhere Beamtenstellen. Dies und ihr französischer Patriotismus führte zur Abwanderung vieler Juden, entweder in die Départements in der Nähe: Territoire de Belfort, Vosges, Meurthe-et-Moselle, oder nach Paris. Ungefähr 12.000 der 40.000 Juden verließen Elsass-Lothringen bis 1914. Die Dreyfus-Affäre (ab 1894) verletzte viele Juden durch ihren antisemitischen Charakter. Viele sahen in Deutschland ein Land der Toleranz und freundeten sich mit der Annexion an.
Zunächst beließen die deutschen Behörden im Elsass die bestehenden Gesetze in Kraft, insbesondere auch die Napoléonischen über die Gleichberechtigung der Juden. 1882 gründete das Kaiserliche Ministerium für Elsaß-Lothringen den Religionsverein Etz 'Hayim und 1888 die Israelische Religionsgemeinschaft Straßburg, um die Juden zu organisieren. Die Regierung investierte auch in jüdische Schulen. Da immer mehr Juden in die großen Städte zogen, mussten viele dieser „Zwergschulen“ später wieder schließen. Durch die deutsche Annexion traten im Elsass die französischen Gesetze zur Laizität von 1882 und 1888 nicht in Kraft, die Schulen blieben religiös orientiert. Bis heute gibt es im Elsass nicht die strenge Trennung von Staat und Kirche wie in Frankreich.
Ab 1885 wurden Raiffeisenkassen im Elsass gegründet. Einerseits verloren dadurch viele jüdische Geldverleiher ihre Arbeit, andererseits hörte der Zorn auf den „Wucher“ der jüdischen Geldhändler auf. Aus dem Deutschen Reich wanderten Juden ein, von denen manche wirtschaftlich erfolgreich waren. Zwei bekannte Beispiele sind die Unternehmen von Adler & Oppenheimer und Wolf Netter & Jacobi. In der paternalistischen Tradition sorgten sie gut für ihre Arbeiter und waren hoch angesehen. Jüdische Bürger beteiligten sich auch vermehrt am politischen Leben. En Beispiel ist Daniel Blumenthal, 1860 in Thann geboren. Er wurde Rechtsanwalt in Mülhausen und gründete die Elsaß-Lothringische Volkspartei. Er forderte das Ende der direkten Regierung des Elsass durch Berlin. 1899 wurde er in den Stadtrat von Colmar gewählt, 1903 in den Landesschuss, einen Vorläufer des Landtags und schließlich in den Reichstag nach Berlin delegiert. Die Reichslande hatten zu dieser Zeit noch keine eigenen, direkt gewählten Abgeordneten im Reichstag.
1911 erließ Wilhelm II. das Gesetz über die Verfassung Elsaß-Lothringen. Damit wurde das Reichsland ein Land des Deutschen Reiches, mit Landtag und lokaler Regierung. In der Ersten Kammer, einer Art Senat, waren die großen Religionen mit Vertretern repräsentiert, darunter auch der Großrabbiner Adolphe Ury.
Zu Beginn des Ersten Weltkriegs gab es Vertreter der jüdischen Gemeinden im Elsass, die Frankreich unterstützten. Im Lauf des Krieges wurde der Druck der deutschen Behörden größer, sodass viele von ihnen das Elsass verließen. Z. B. emigrierten der Großrabbiner des Haut-Rhin, Isodore Weil und der Industrielle Armand Bernheim, Mitglied des Konsistoriums, in die Schweiz. David Bloch aus Guebwiller, der sich bei Kriegsausbruch in Frankreich befand, meldete sich freiwillig für Erkundigungen im Elsass. Er wurde von den Deutschen entdeckt, verhaftet und füsiliert. Nach dem Krieg wurde er einer der Helden des Vaterlandes, in Guebwiller wurde ihm ein Ehrenmal errichtet.
Im Ersten Weltkrieg wurden ca. 4.000 Juden aus dem Reichsland in die Deutschen Armee eingezogen, sie wurden meist an der russischen Front eingesetzt. Die Heeresführung misstraute ihnen wegen ihrer verwandtschaftlichen Beziehungen zu Frankreich. 299 der eingezogenen Soldaten fielen im Krieg.

## Zwischenkriegszeit und Zweiter Weltkrieg
Nach der deutschen Niederlage im Ersten Weltkrieg wurde Elsass-Lothringen 1918 wieder französisch. Viele aus Deutschland eingewanderte Bewohner, sogenannte Altdeutsche, wurden ausgewiesen. Ein besonders tragisches Schicksal traf Harry Bresslau, einen Berliner Juden, der 1890 einen Lehrstuhl für Geschichte an der Kaiser-Wilhelms-Universität bekommen hatte. Er hatte seit 28 Jahren im Elsass gelebt, und zwei seiner Kinder waren mit Elsässern verheiratet, darunter Helene mit Albert Schweitzer. Trotzdem musste er am 1. November 1918 mit einer Frist von 24 Stunden das Elsass verlassen. Auch die Eigentümer der Firmen Adler & Oppenheimer und Wolf Netter & Jacobi wurden ausgewiesen. Es gab Proteste dagegen, dennoch mussten die Gründerfamilien Adler und Oppenheimer 1919 das Elsass verlassen. Ludwig Netter und Eugen Jacobi wurden zwar enteignet, durften schließlich aber im Elsass bleiben und wurden in ihrer ehemaligen Fabrik angestellt. Besonders betroffen durch diese Ausweisungen waren auch mittellose Juden, die aus Osteuropa eingewandert waren, um an den elsässischen, deutschsprachigen Universitäten zu studieren.
Ein weiteres Problem war die Trennung von Kirche und Staat in Frankreich. Ab 1924 versuchte die Regierung, diese Trennung auch im Elsass durchzusetzen. Der Widerstand war so stark, dass sie darauf verzichtete. In dieser Diskussion schlugen sich viele jüdische Intellektuelle im Namen des Fortschritts auf die Seite der Regierung. Bei ihren katholischen Nachbarn fanden sie dafür kein Verständnis. Besonders der gebürtige Straßburger Jude Georges Weill, sozialistischer Politiker und Berater der Regierung in Paris, tat sich hervor. Dies schürte den latenten Antisemitismus im Elsass.
In den 1930er Jahren nahm der Antisemitismus, wie in vielen Ländern Europas, zu. Besonders die Landespartei und der Bauernbund hetzten gegen die Juden. Sprüche wie „Christen kauft bei Christen“ (auf Deutsch) und „A bas les Juifs“ (Nieder mit den Juden) waren offensichtlich von der NSDAP inspiriert. Der Bauernbund wurde von Joseph Bilger geleitet und gab die deutschsprachige Zeitung Das Volk heraus, die auch Artikel des Stürmers nachdruckte. Auch die Regierung des Front populaire trug ab 1936 zum Antisemitismus bei. Das Elsass, als eher konservatives Land, misstraute der Koalition von Sozialisten und Kommunisten; als dann noch Léon Blum Ministerpräsident wurde, glaubten viele, dass jetzt die Juden die Macht übernähmen. Es gab aber auch Proteste gegen den zunehmenden Antisemitismus. 1939 schrieben 128 Professoren der Universität Straßburg einen Brief an den französischen Präsidenten Albert Lebrun, in dem sie ihn aufforderten „die Tradition der Freiheit und der Toleranz in politischer, religiöser und ethnischer Sicht zu verteidigen“. Der zunehmende Druck auf die Juden in Deutschland und Osteuropa führte zu vermehrter Einwanderung nach Frankreich, insbesondere ins Elsass und nach Lothringen. Die Zuwanderer waren nicht sehr willkommen, da sie den Kampf um Arbeitsplätze in der Wirtschaftskrise verschärften. Gleichzeitig nahm die Unterstützung für den Zionismus zu. Viele der Zuwanderer wollten nach Palästina auswandern, der „Nationalen Heimstätte des jüdischen Volkes“. Im Elsass wurden sie durch sogenannte fermes-écoles (Bauernhof-Schulen), in denen sie Landwirtschaft, Handwerke, Hebräisch und jüdische Geschichte lernten, unterstützt.
Zu Beginn des Zweiten Weltkriegs im Jahr 1939 lebten 17.783 Juden im Elsass, von denen zwei Drittel nach Innerfrankreich evakuiert wurden. Die erneute Annexion des Elsass durch Deutschland 1940 leitete ein besonders tragisches Kapitel der Juden im Elsass ein. Auch im „Freien Frankreich“, dem nicht von Deutschland besetzten Teil, herrschte mit dem Vichy-Regime ein willfähriger Helfer Nazi-Deutschlands. Einer der Flüchtlinge war Claude Vigée, Professor für Literatur und Dichter, „Jude und Elsässer“, der den Holocaust überlebte. Im Elsass wurde 1941 das KZ Natzweiler-Struthof eröffnet, 22.000 Menschen wurden bis 1944 dort ermordet. Juden aus dem Elsass wurden meist in Auschwitz ermordet, in Natzweiler-Struthof vor allem Juden aus Osteuropa. Nichtjüdische Elsässer wurden in die Wehrmacht zwangsrekrutiert.
In der Nacht vom 30. September auf den 1. Oktober 1940 wurde von Angehörigen der Hitlerjugend aus Baden und völkischen Elsässern die große Synagoge in Straßburg niedergebrannt. Dies war der Beginn einer Welle von Synagogenzerstörungen. Das Ziel des Gauleiters des Elsass, Robert Wagner, war es, das Elsass „judenrein“ zu machen. Er wies viele Juden nach Frankreich aus; man schätzt, dass ca. 20.000 Juden das Elsass verlassen mussten. Ab 1942 wurden die Juden in Frankreich verhaftet und in Konzentrationslager gebracht, wo sie ermordet wurden. Insgesamt wurden von den 300.000 französischen Juden 76.000 ermordet.

### Elsässische Juden in der Résistance
Die französische Résistance bekämpfte die deutschen Besatzer von der Kapitulation 1940 bis zur Befreiung 1944. Die regulären französischen Truppen des Vichy-Regimes arbeiteten mit den Deutschen zusammen.
Mit dem Beginn des Kriegs wurde die Bevölkerung des Elsass nach Westen evakuiert, häufig in das Département Dordogne des Périgord und dessen Umgebung. In Städten wie Périgueux und Limoges bildeten sich jüdische Gemeinden, die die religiöse Betreuung, den Schulunterricht und die Unterstützung der Armen organisierten. Viele Juden schossen sich der Résistance an, darunter auch Frauen, die die Kämpfer unterstützten. Die Verfolgung der Juden durch die Deutschen war mittlerweile allgemein bekannt. Wenn ihre Tätigkeit in der Résistance bekannt wurde, wurden sie verhaftet und hingerichtet oder in Konzentrationslagern ermordet. Die Rabbiner übernahmen auch die Rolle als Militärseelsorger (französisch: aumônier), viele von ihnen wurden ebenfalls in Konzentrationslagern ermordet. Der Widerstand gegen die Besatzer wurde militärisch im Untergrund organisiert, aber auch durch Netzwerke, die Juden und anderen Verfolgten zur Flucht verhalfen. Manche mussten mit dem Vichy-Regime zusammenarbeiten, um ihre Aufgaben erfüllen zu können.
Die folgenden Organisationen kämpften gegen die Besatzer und schützten die Juden. In ihnen waren nachweisbar 96 Juden aus dem Elsass und Lothringen aktiv:
- Armé Juive - Organisation Juive de Combat (Jüdische Arme - Jüdische Kampforganisation), nach der Kapitulation gegründet
- Mouvement de Jeunesse Sioniste (Bewegung der zionistischen Jugend), 1942 gegründet als Zusammenschluss verschiedener jüdischer Jugendorganisationen
- Œuvre de Secours aux Enfants (Kinderhilfswerk), 1912 gegründet, ab 1942 wurde die Rettung der Kinder vor der Deportation deren Hauptzweck
- Eclaireurs Israélites de France (Israelitische Pfadfinder Frankreichs) – junge Juden wurden im „Freien Frankreich“ versteckt, die Mitglieder wurden ab 1942 verfolgt und gingen in den Untergrund

Auswahl von Rabbinern, die den Widerstand unterstützen, in Klammern der Geburts- und Sterbeort; falls kein Sterbeort angegeben ist, hat die Person den Krieg überlebt:
- Elie Bloch (Dambach-la-Ville, Auschwitz)
- Robert Brunschwig (Altkirch, Auschwitz)
- Simon Fuks (Wintzenheim),
- René Hirschler (Marseille, Großrabbiner von Straßburg, Auschwitz)
- Léon Nisand-Neugewurtz (Straßburg)
- Henri Schilli (Obernai),
- Aron Wolf (Straßburg, 1944 füsiliert)[49]

## Nach dem Zweiten Weltkrieg
Nach Kriegsende wurde das Elsass wieder französisch. Wie überall in Europa haben nur wenige Juden den Holocaust überlebt. In den letzten Wochen des Kriegs wurde die letzte Offensive des Deutschen Reichs, das Unternehmen Nordwind zurückgeschlagen, unter heftigen Zerstörungen im Nord-Elsass. Nach dem Krieg sind ungefähr 15.000 Juden, die im Frankreich überlebt haben, ins Elsass und nach Lothringen zurückgewandert. Die Überlebenden wurden oft mit falschem Willkommen begrüßt: Ihre Nachbarn hatten ihr Eigentum beschlagnahmt oder es zu einem niedrigen Preis erworben, da sie nicht glaubten, dass die Juden zurückkehren würden. Sie warfen den Juden vor, von ihren Leiden zu profitieren. 1948 gründete der Rabbiner Abraham Deutsch in Straßburg eine jüdische Schule, die 1954 in ein neues Gebäude, welches die Stadt zur Verfügung stellte, umzog. 1955 wurde für André Neher, französisch-jüdischer Philosoph, ein Lehrstuhl für jüdische Studien an der Universität Straßburg eingerichtet. Von 1954 bis 1958 wurde die Friedenssynagoge in Straßburg im Parc du Contades gebaut, eine der größten in Europa. In den 1950er und 1960er Jahren kamen Juden aus dem Maghreb ins Elsass, die durch die Entkolonisierung vertrieben wurden. Einerseits stärken sie die jüdischen Gemeinden, andererseits hatten sie Schwierigkeiten, sich in der neuen Umgebung einzuleben. Es entstanden Viertel in der Peripherie der großen Städte, in denen hauptsächlich nordafrikanische Juden lebten. In Straßburg versuchten die Vertreter der drei großen Religionen Christentum, Islam und Judentum das Zusammenleben harmonisch zu gestalten. Dazu diente unter anderem die Fraternité d'Abraham (Bruderschaft von Abraham). Ein Beispiel für die erfolgreiche Integration der eingewanderten Juden war Joseph Klifa, 1931 in Muaskar in Algerien geboren, der ab 1954 in Mülhausen lebte, sich gewerkschaftlich engagierte, 1973 in den Gemeinderat gewählt wurde und schließlich von 1981 bis 1989 Bürgermeister wurde. Bekannt war er als „Couscous Seppi“.

## Jüdisches Leben heute
Die jüdische Gemeinde ist seit 1844 in Konsistorien organisiert, je eines pro Departement. Jedes Konsistorium besteht aus sieben Mitgliedern: dem Großrabbiner und sechs gewählten Laien. Sie vertreten die Gemeinde in religiösen, sozialen und politischen Fragen. Im 21. Jahrhundert lebt die jüdische Bevölkerung meist in den großen Städten Straßburg, Colmar, und Mülhausen. Straßburg hat die zahlenmäßig viert- oder fünftgrößte jüdische Gemeinde Frankreichs, nach Paris und Marseille. Die kulturelle Infrastruktur in Straßburg ist hervorragend: Vom Kindergarten bis zur Universität ist alles vorhanden und zieht auch ausländische Juden an. Der lokale Sender Radio Judaïca Strasbourg sendet seit 1981 Nachrichten aus dem jüdischen Leben in Straßburg, dem Elsass und der Welt. Während in Frankreich eine Tendenz zur Auswanderung nach Israel besteht, findet man kaum Auswanderer im Elsass. Man schätzt, dass 5.000 jüdische Familien in Straßburg leben. Im Departement Bas-Rhin gibt es 9 Rabbiner. Drei Strömungen des Judentums sind vertreten: die traditionelle mit dem Konsistorium verbundene, die der offizielle Sprecher ist und ungefähr 2.400 Familien umfasst, die liberale Strömung, die ca. 70 Familien umfasst und die konservative Lubanowitscher (Chabad) Gemeinde mit ca. 40 Familien. Alle 3 legen großen Wert darauf, miteinander und nicht gegeneinander zu arbeiten und sich gegenseitig zu respektieren. Ein Aspekt der Zusammenarbeit ist die gegenseitige Anerkennung des Kashrut, das Koscher Siegel für Speisen. Der Großrabbiner von Straßburg ist verantwortlich für die Erteilung, insbesondere für Fleisch, Brot (Matzen) und Wein. In anderen Gemeinden Frankreichs ist dies nicht immer der Fall.

Der ehemalige Großrabbiner von Straßburg René Gutman beschrieb die Wandlungen, die während seiner Amtszeit von 1987 bis 2015 in der Gemeinde stattfanden. Der Besuch der Synagoge am Samstag ging zurück, die Menschen wollten nicht nur Liturgie und Gebete, sondern sie suchten Zugang zu den heiligen Texten. Die offizielle Gemeinden kamen diesen Änderungen entgegen, in dem sie kleinere Versammlungsräume einrichteten und die Rabbiner sich weniger als Priester und mehr als Meister (maître spirituel) und Ratgeber verstehen. Die Gläubigen sehen ihr Judentum nicht mehr als Zufluchtsort vor einer feindseligen Umgebung, sondern als Aufforderung, den Talmud modern zu interpretieren.

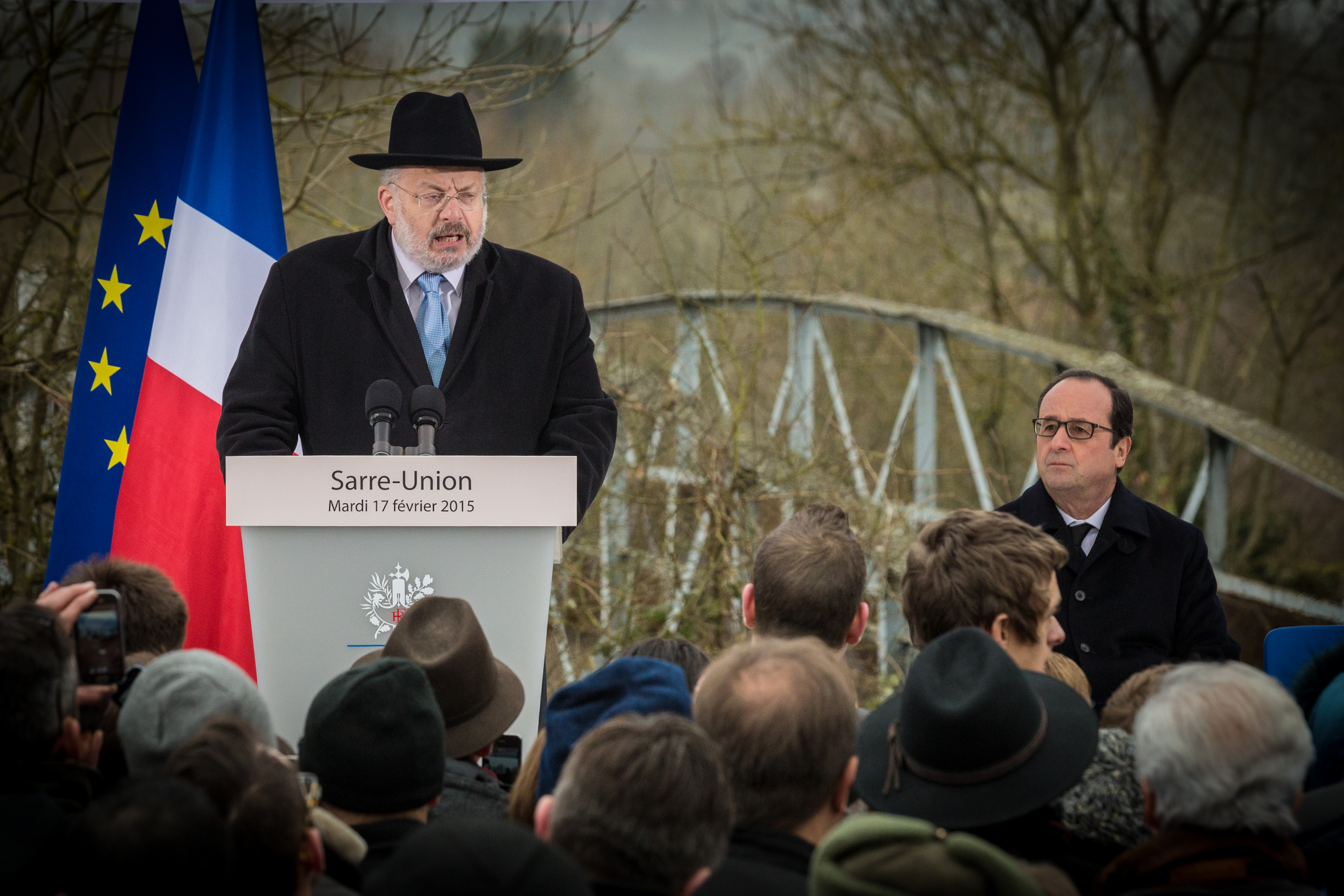
René Gutman und François Hollande in Sarre-Union (2015)

Die liberale Gemeinde will das Judentum modernisieren: gemischte Ehen, Gleichberechtigung der Frau und homosexuelle Rabbiner. Der Gottesdienst wird teilweise auf Französisch gehalten, um das Verständnis zu fördern, daneben werden aber weiterhin die hebräischen Gebete gepflegt. Die Straßburger Gemeinde wurde 1994 als erste liberale Gemeinde in Frankreich gegründet. Ihr Gotteshaus ist ein ehemaliges Kloster, welches ihr vom protestantischen St. Thomas Stift zur Verfügung gestellt wird. Da die Gemeinde so klein ist, lebt ihr Rabbiner in Paris, wo er weitere Gemeinden betreut.
Die Lubanowitscher Gemeinde besteht seit 1975 in Straßburg. Sie hat eine eigene Synagoge, Kindergärten und jüdische Schulen bis zum Abitur. Ihre Feiern zu den großen jüdischen Festtagen sind sehr beliebt und werden auch von anderen Gläubigen besucht. Ihr Wahlspruch ist „Von der Reflektion zur Aktion“.
Die Société d’Histoire des Israélites d’Alsace et de Lorraine (Historische Gesellschaft der Israeliten von Elsass und Lothringen) hält die Erinnerung an die lange jüdische Tradition im Elsass und in Lothringen wach. Der in Straßburg geborene Historiker Georges Weill (1934–2022) forschte und dokumentierte die jüdische Geschichte im Elsass und in Frankreich, er war Ehrenpräsident der Société des études juives (Gesellschaft für Jüdische Studien) von 1880.

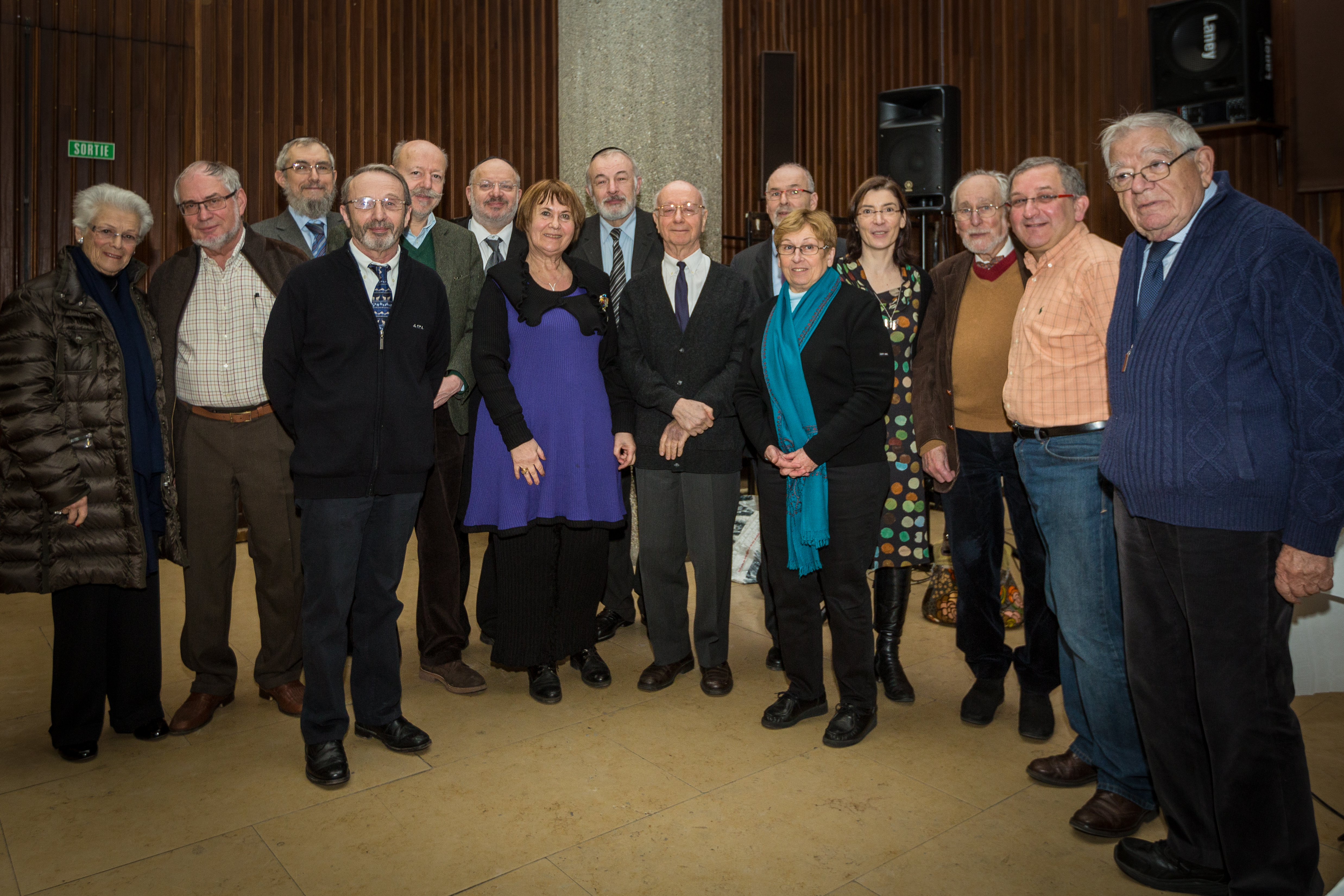
Strasbourg 36e colloque de la Société d'Histoire des Israélites Alsace Lorraine 9 février 2014

## Die Sprache Jeddisch (Yeddishdaitsch)
Jeddisch (Yeddishdaitsch) wurde die traditionelle Sprache der Juden im Elsass genannt. Yeddishdaitsch ist der jüdisch-elsässische (westjiddische) Dialekt oder das „auf jüdische Weise gesprochene Elsässisch“ (yeddish „jüdisch“ und daïtsch „deutsch“). Jeddisch entstand laut Max Weinreich im 10. Jahrhundert in den Rheinlanden, ein erster schriftlicher Nachweis von 1272 stammt aus Worms. Ab dem 16. Jahrhundert findet man es häufiger in Stücken des sogenannten Purimspiels (Fastnachtsspiel). Jeddisch verlor sich im 19. Jahrhundert, in Saverne wurden noch im 19. Jahrhundert Viehtransaktionen auf Jeddisch beurkundet. 1954 hat Paul Lévy aus Mülhausen eine Untersuchung über das Jeddisch veröffentlicht, in der er die Entstehung und das Aussterben der Sprache untersuchte. Er identifizierte 3 Quellen der Sprache: unterschiedliche deutsche Dialekte (60–70 %), Hebräisch (20 %) und für den Rest romanische Sprachen, hauptsächlich Französisch und etwas Welsch. 2022 hat Alain Kahn nach längeren Forschungen ein Buch über das Jeddisch veröffentlicht, welches viele typische Ausdrücke und Redewendungen enthält. Dieser Abschnitt basiert darauf und einem Artikel von ihm in „Judaïsme de l'Alsace et de la Lorraine“. Anfangs dienten die hebräischen Wörter dazu, eine geheime Unterhaltung unter Juden zu ermöglichen, später gingen einige davon in den allgemeinen Sprachgebrauch ein wie bayess (Haus bzw. Kneipe), vom hebräischen bayith, oder beheïme für eine wenig intelligente Person, von beheïma (Vieh). Wörter wie schlammasel sind eine Mischung aus schlimm (deutsch) und mazel (Glück), oder ChateïsimsinnaachLeït, vom hebräischen chato (Sünder) und deutsch sind auch Leute, in der Bedeutung für unehrliche Menschen. Da die Juden häufig als Viehhändler tätig waren, gab viele Begriffe dieses Metiers. War der Peïmesshaendler (Viehhändler) bekofedig (respektiert, von hebr. kawod „Ehre“), so konnte er einen Pschoremache (Kompromiss finden, von hebr. pschara „Kompromiss“).
Im 17. Jahrhundert erschien auf Jeddisch das Buch TsénneRénne, vom hebräischen tseéna ouréana (kommt und seht), benannt nach einem Vers aus dem Hohelied, welches in 26 Auflagen im gesamten Rheintal gelesen wurde. Es enthielt für jede Woche einen Kommentar zur Thora. Der berühmte Rabbiner Max Guggenheim (1877–1967) von Saverne begann seine Predigt zum Vorabend des Jom Kippur oft mit den Worten „Ich hab a bref bekomme vom Elieu nove, was schribt er? Er wart of dschüffe.“ (Ich habe eine Botschaft vom Prophet (navi) Elias (Elieu), der uns zur Reue (techouvah) auffordert.). Der Ausdruck „D’r Chochemvon Uttené“ (der Weise aus Uttenheim), der den Rabbi Moïse Bloch (1790–1868), der im Ruf großer Gelehrsamkeit stand, bezeichnete, wurde im Laufe der Zeit zur Bezeichnung eines Menschen, der sich für klüger hielt, als er war. Als im Laufe des 19. Jahrhunderts die Juden aus den Dörfern in die Städte zogen, wurde Jeddisch für die arrivierten Juden zur Sprache der Ungebildeten.
Auch im 21. Jahrhundert wird die Tradition des Jeddisch gepflegt, Doris Engel z. B. moderiert eine wöchentliche Sendung über Neuigkeiten aus der jiddischen Welt im Sender Radio Judaïca Strasbourg.

## Friedhöfe, Synagogen und Museen

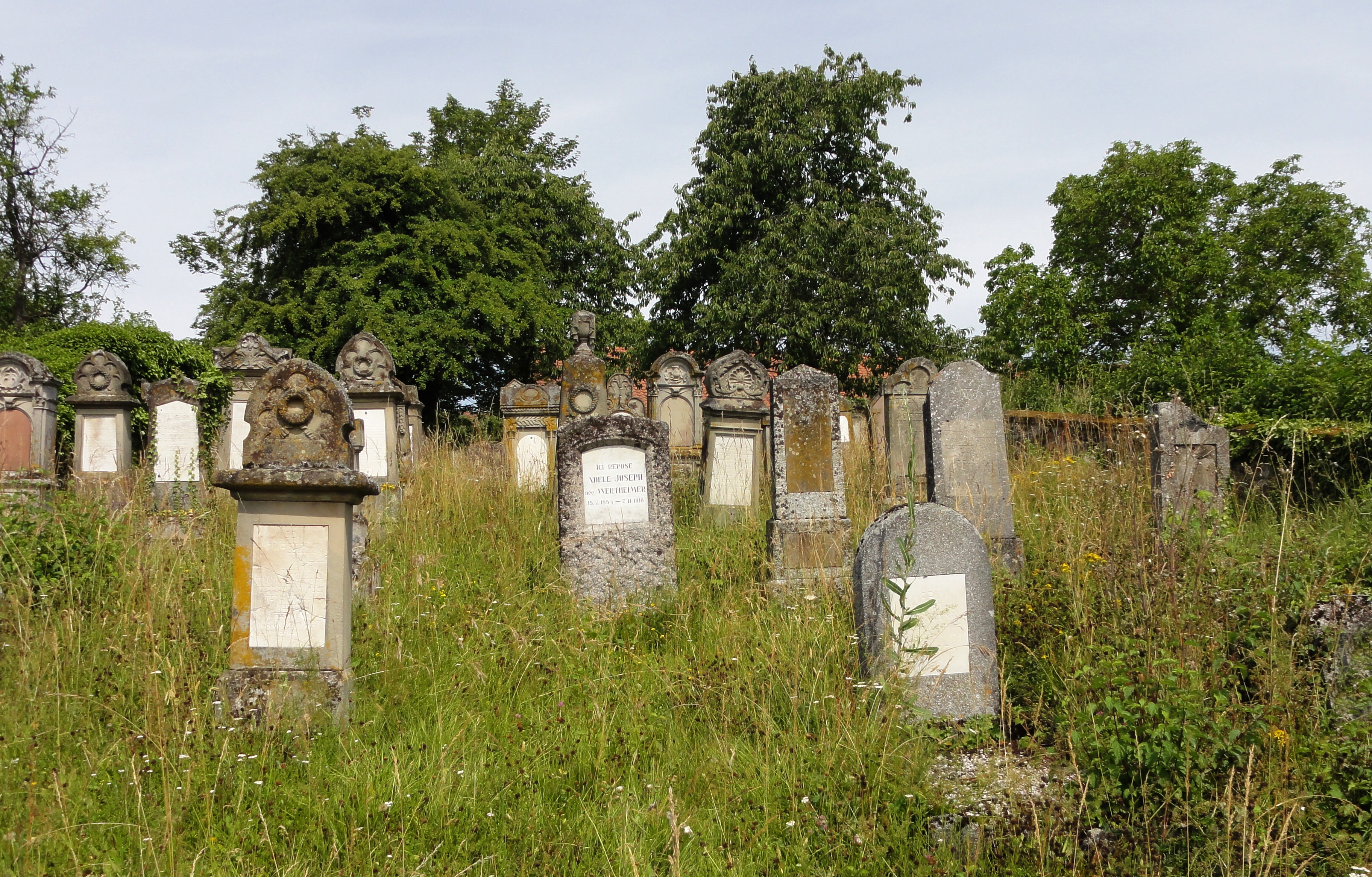
Jüdischer Friedhof in Neuwiller-lès-Saverne

Während der mehr als 800-jährigen Geschichte der Juden sind viele Friedhöfe angelegt worden und da jüdische Friedhöfe für „alle Ewigkeit“ bewahrt werden sollen, die Gräber werden nicht wiederverwendet, sind viele erhalten. Auch im Holocaust unter der deutschen Besatzung (1940–1944) wurden nur wenige Friedhöfe zerstört. Jüdische Friedhöhe gehören der jüdischen Gemeinde und nicht der Ortsgemeinde wie christliche Friedhöfe. Wenn die jüdische Gemeinde ausstirbt, geht der Friedhof in den Besitz des Konsistoriums über, welches nur über beschränkte Mittel zum Erhalt der Friedhöfe verfügt, daher ihr oft schlechter Zustand.
Seit den 2000er Jahren kommt es verstärkt zu Schändungen. Einerseits durch Rechtsradikale, die traditionell antisemitisch sind und meist Hakenkreuze hinterlassen, andererseits aber auch durch radikale Islamisten, die den Israelisch-Palästinensischen Konflikt zum Vorwand nehmen und Israel beschimpfen. Nachdem 2019 mehrere Judenfriedhöfe in Quatzenheim, Westhoffen und anderswo geschändet worden waren, bildete sich eine Bürgervereinigung, die „veilleurs de mémoire“ (Erinnerungsbeobachter) zum Schutz und zur Pflege der Friedhöfe. Sie werden unterstützt von den beiden elsässischen Departements, von den beiden Israelischen Konsortien des Elsass und von Persönlichkeiten wie dem Soziologen Freddy Raphaël, dem Chronist des jüdischen Lebens. Neben dem Schutz der Friedhöfe wollen sie auch das Verständnis für die Juden und ihr Leben verbessern.

Nach der Besetzung des Elsass durch deutsche Truppen 1940 wurden viele Synagogen zerstört. Erhalten blieben Gebäude, die zu diesem Zeitpunkt anderen Zwecken dienten, z. B. die Synagoge in Neuwiller-lès-Saverne. Nach der Verwüstung der Synagoge von Schirmeck rettete ein Nachbar die Thorarollen und übergab sie später dem Rabbi Isaac Rouche, der sie über Marokko und die Schweiz nach Israel mitnahm. Nach seinem Tod wurde eine der Thorarollen 2022 der Gemeinde Schirmeck zurückgegeben. Nach dem Krieg wurden viele der zerstörten Synagogen wieder aufgebaut, ihr Weiterbetrieb scheiterte aber oft daran, dass die jüdische Gemeinde im Holocaust ausgelöscht worden war, wie z. B. in Wissembourg. Nach den Terroranschlägen vom 13. November 2015 in Paris wurde die Bewachung der Synagogen und Schulen verstärkt, in Straßburg z. B. patrouillierten monatelang schwer bewaffnete Militärs um die Gebäude.

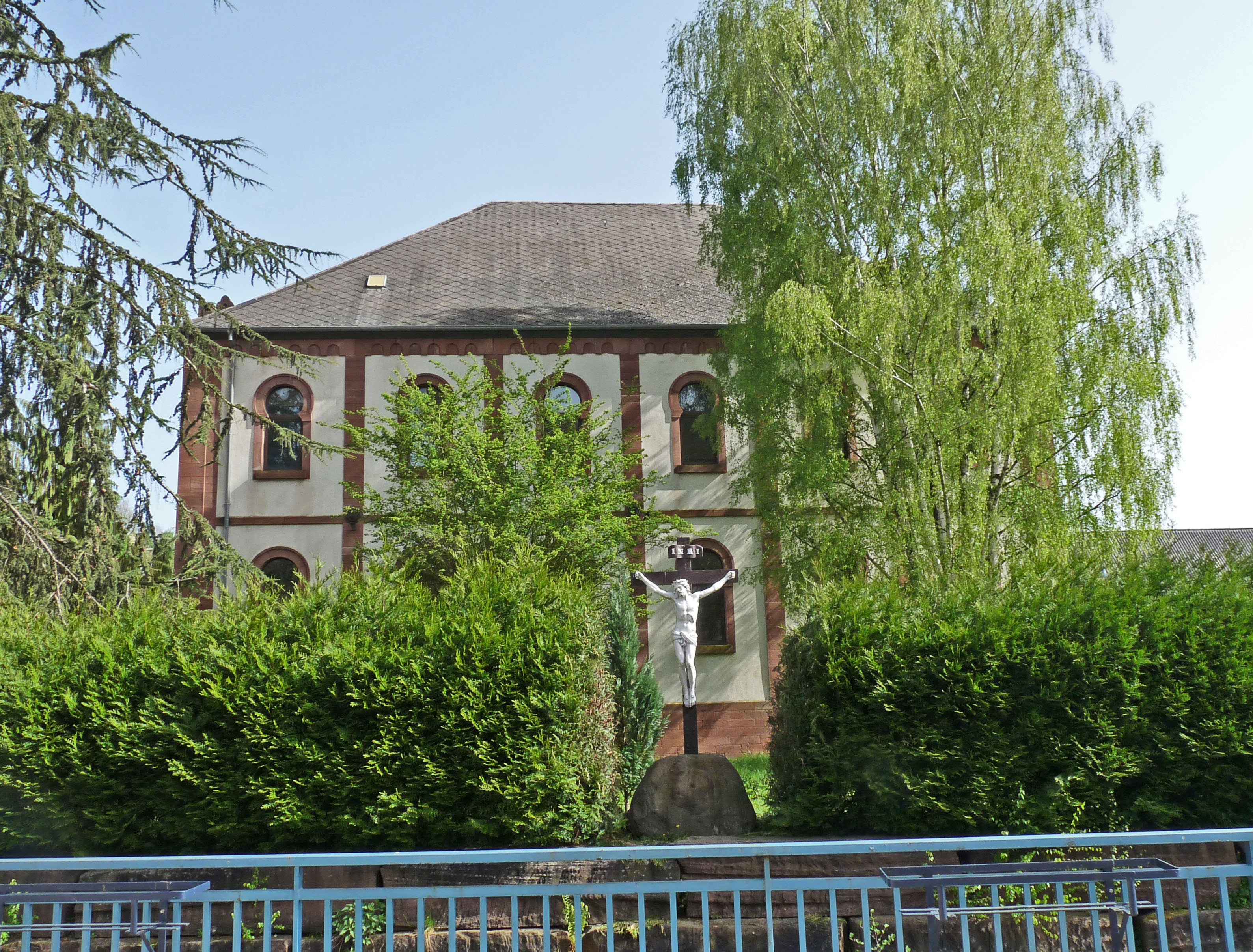
Ehemalige Synagoge in Niederbronn-les-Bains, heute katholisches Pfarrhaus

Die jüdische Geschichte wird auch in Museen dokumentiert:
- Bouxwiller: Musée Judéo-Alsacien[75]
- Marmoutier: Musée du Patrimoine et du Judaïsme Alsacien[76]
- Strasbourg: Elsässisches Museum, „Salle des antiquités juives“ (Saal der jüdischen Antiquitäten).[77] Die Sammlung ist in einem Buch dokumentiert.[78]

## Bevölkerungsentwicklung 15. bis 20. Jahrhundert
Angaben zur jüdischen Bevölkerung des Elsass sind unzuverlässig und wenig verfügbar. Im Mittelalter und der frühen Neuzeit hat man, wenn überhaupt, Familien gezählt. Daraus kann man die Anzahl der Personen ungefähr ableiten. Durch Vertreibung und Einwanderung änderte sich die Zahl der Juden häufig. Erst ab 1784 war es Pflicht, ein Einwohnerregister (registre d’état civil) zu führen.
Die Frage, wie viele Juden heute (2022) im Elsass leben, kann man nicht beantworten. In Frankreich ist die Erhebung von persönlichen Daten bezüglich Ethnie, Religion und ähnlichen Attributen verboten. Bekannt ist, dass ca. 1 % der französischen Bevölkerung sich zum Judentum bekennt. Weiter bekannt ist, dass der Anteil der Juden im Elsass höher ist als in Frankreich gesamt. Bei ca. 1,9 Mio. Elsässern (2020) kann man schätzen, dass zwischen 19.000 und 32.000 Juden im Elsass leben.
Dieser Abschnitt fasst Aussagen der obigen Kapitel zusammen. Weitere Informationen stammen aus. Dort sind die Zahlen z. T. bis auf Gemeindeebene heruntergebrochen.
| Datum                  | Personen          | Familien | Anmerkung                                          |
| ---------------------- | ----------------- | -------- | -------------------------------------------------- |
| Ende 15. Jahrhundert   |                   | 35       |                                                    |
| Beginn 16. Jahrhundert |                   | 110      |                                                    |
| 1689                   | 2.600             | 525      |                                                    |
| 1716                   | 6.800             | 1.300    |                                                    |
| 1732                   | 10.000            | 1.675    |                                                    |
| 1784                   | 20.000            | 4.000    | Volkszählung der Juden im Elsass durch Ludwig XVI. |
| 1806                   | 1.234             |          | in Straßburg                                       |
| 1784                   | 16.000            |          | im Département Bas-Rhin                            |
| 1831                   | 100.000           |          | in ganz Frankreich                                 |
| 1866                   | 36.000            |          |                                                    |
| 1900                   | 32.000            |          | in Elsass-Lothringen                               |
| 1910                   |                   |          | 1,7 % der Bevölkerung des Elsass ist jüdisch       |
| 2020                   | 19.000 bis 32.000 |          | siehe Anmerkung oben                               |

## Rabbiner
Die Webseite Judaismus im Elsass und in Lothringen listet ca. 140 Rabbiner auf, hier eine Auswahl von bedeutenden Rabbinern
- David Sinzheim (1745–1812)
- Seligmann Goudchaux (1770–1849)
- Arnaud Aron (1807–1890)
- Adolf Ury (1849–1915)

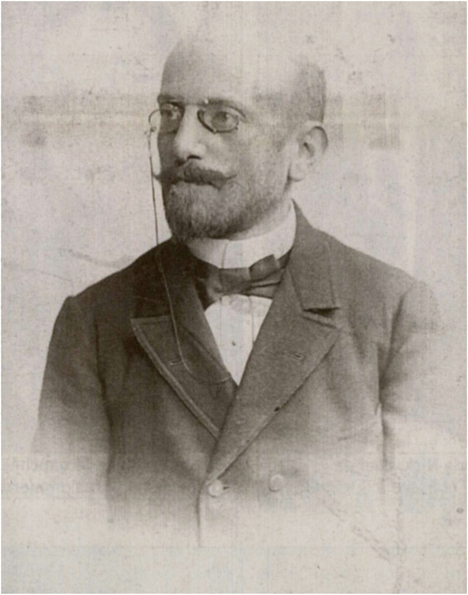
Moïse Ginsburger (1865–1949)

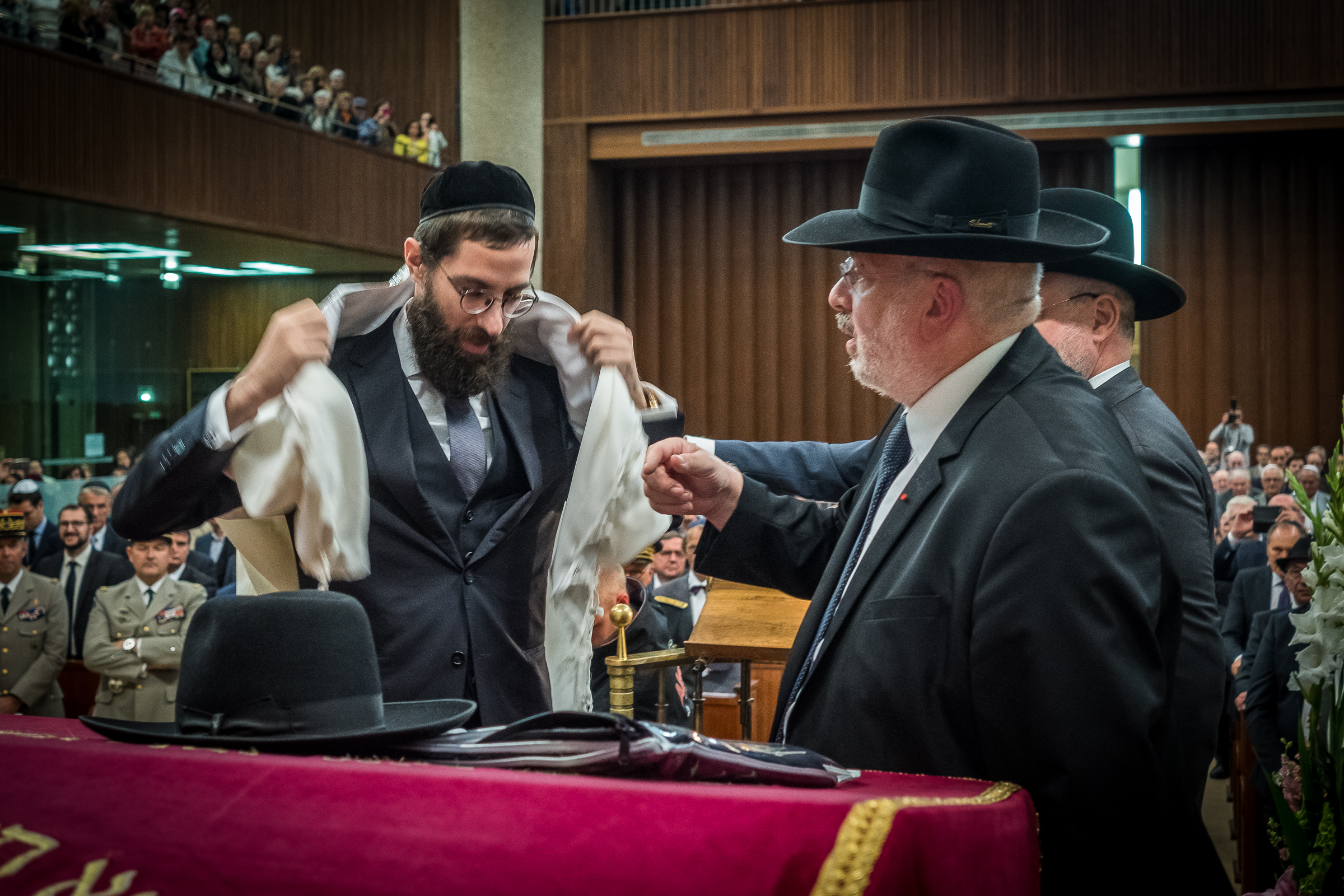
Einführung des Großrabbiners Harold Avraham Weill in Straßburg (10. September 2017)

- Moïse Ginsburger (1865–1949), Historiker und Gründer der Société d'Histoire du Judaïsme d'Alsace et de Lorraine[82]
- René Hirschler (1905–1945)
- Max Warschawski (1925–2006)
- Claude Heymann (1952–), Präsident der Association Morasha pour le Patrimoine du judaïsme alsacienClaude Heymann, fotografiert von Claude Truong-Ngoc (Februar 2015)

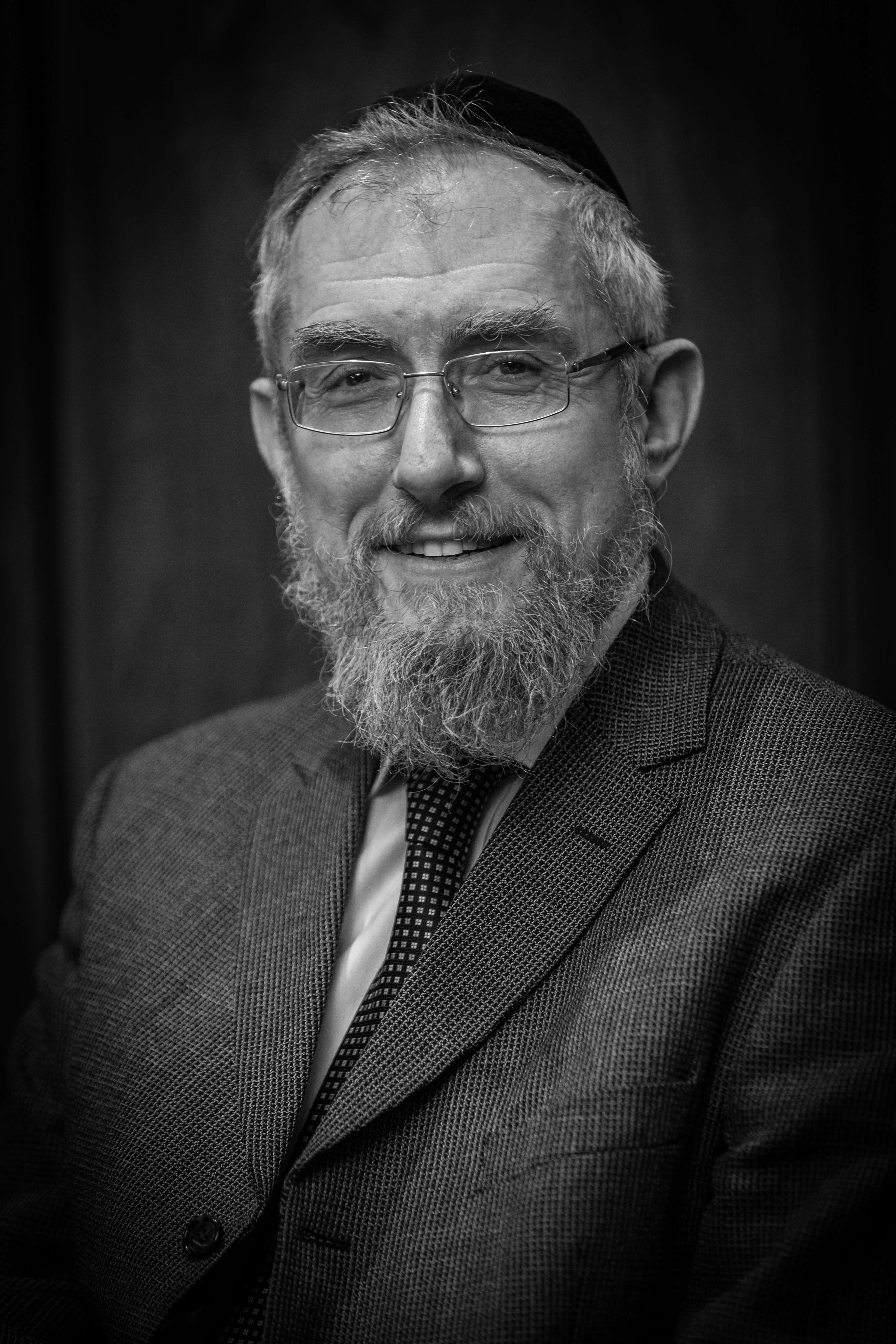
Claude Heymann, fotografiert von Claude Truong-Ngoc (Februar 2015)

- Harold Weill (1983–)

## Rückblick
Den Rückblick auf 1000 Jahre Juden im Elsass kann man als eine Folge von Unterdrückung und Verfolgung sehen. Aber auch als den erfolgreichen Kampf einer kleinen Minderheit um einen Platz in der Gesellschaft und eine bewundernswerte Resilienz. Immer wieder fanden die Juden Nischen, in denen sie überleben und manchmal sogar prosperieren konnten. Gleichzeitig haben sie ihre Geschichte und Religion bewahrt und an geänderte Zeiten angepasst.
Der jüdische Soziologe Freddy Raphaël kommentierte die Geschichte der Juden im Elsass wie folgt (leicht verkürzt): In zehn Jahrhunderten Präsenz im Elsass war es den Juden nach und nach gelungen, sich in die Städte und Dörfer zu integrieren. Für sie war die Wanderung beendet. Der Jude war nun Teil der Landschaft und seine Bräuche hatten ihre Exotik verloren. Ihre Teilhabe an der modernen Gesellschaft führte nicht zur Verleugnung ihres Glaubens.